# Кубок африканських чемпіонів 1980
Кубок африканських чемпіонів 1980 — 16-й розіграш турніру, що проходив під егідою КАФ. Матчі проходили з квітня по 14 грудня 1980 року. Турнір проходив за олімпійською системою, команди грали по два матчі. Усього брали участь 31 команда. Чемпіонський титул утретє здобув камерунський клуб «Канон» з Яунде.

## Перший раунд
| Команда 1            | Заг.  | Команда 2             | 1-й матч | 2-й матч |
| -------------------- | ----- | --------------------- | -------- | -------- |
| Канон                | 7:3   | Примейру де Агошту    | 3:0      | 4:3      |
| Ніамей               | 0:3   | Джоліба               | 0:1      | 0:2      |
| Анжес АБС            | 4:5   | Гартс оф Оук          | 2:3      | 2:2      |
| Бенфіка (Бісау)      | 2:7   | Стелла д’Аджаме       | 0:4      | 2:3      |
| Кошта да Сул         | 1:3   | Біліма                | 0:0      | 1:3      |
| Соні Ела Нгуема      | 1:4   | Семассі               | 1:0      | 0:4      |
| Гарде Насьональ      | 1:3   | Гафія                 | 1:1      | 0:2      |
| Горсід               | 0:2   | Гор Магіа             | 0:0      | 0:2      |
| Лінаре               | 2:4   | Сімба (Дар-ес-Салам)  | 2:1      | 0:3      |
| Воллідан             | 1:2   | Сілурес               | 1:1      | 0:1      |
| Майті Блекпул        | 1:4   | Полісе (Дакар)        | 1:2      | 0:2      |
| Олімпік Реал         | 1:4   | Етуаль дю Конго       | 0:1      | 1:3      |
| Драгонс (Порто-Ново) | 0:3   | МК Алжир              | 0:0      | 0:3      |
| Бендел Іншуренс      | т. п. | Уганда Коммершел Банк | —        | —        |
| Фортіор Магаджанга   | т. п. | Лімбе Ліф Вандерерз   | —        | —        |

Примітки
1. ↑  «Уганда Коммершел Банк» знявся з турніру.
2. ↑  «Лімбе Ліф Вандерерз» знявся з турніру.

## Другий раунд
| Команда 1            | Заг.           | Команда 2          | 1-й матч | 2-й матч |
| -------------------- | -------------- | ------------------ | -------- | -------- |
| Джоліба              | 1:2            | Гартс оф Оук       | 1:1      | 0:1      |
| Етуаль дю Конго      | 1:1 (пен. 3:1) | Гафія              | 0:1      | 1:0      |
| Сімба (Дар-ес-Салам) | 2:5            | Юніон Дуала        | 2:4      | 0:1      |
| Сілурес              | 0:4            | Канон              | 0:1      | 0:3      |
| Семассі              | 1:2            | Полісе (Дакар)     | 1:1      | 0:1      |
| Стелла д'Аджаме      | 5:5            | МК Алжир           | 4:2      | 1:3      |
| Бендел Іншуренс      | 4:4            | Гор Магіа          | 1:2      | 3:2      |
| Біліма               | 4:1            | Фортіор Магаджанга | 3:0      | 1:1      |

## Фінальний етап

### Чвертьфінал
| Команда 1       | Заг. | Команда 2       | 1-й матч | 2-й матч |
| --------------- | ---- | --------------- | -------- | -------- |
| Гартс оф Оук    | 1:4  | Біліма          | 1:3      | 0:1      |
| Етуаль дю Конго | 3:3  | Бендел Іншуренс | 3:2      | 0:1      |
| Полісе (Дакар)  | 3:5  | Юніон Дуала     | 0:3      | 3:2      |
| Канон           | 3:3  | МК Алжир        | 2:0      | 1:3      |

### Півфінал
| Команда 1   | Заг. | Команда 2       | 1-й матч | 2-й матч |
| ----------- | ---- | --------------- | -------- | -------- |
| Юніон Дуала | 2:5  | Біліма          | 1:0      | 1:5      |
| Канон       | 4:2  | Бендел Іншуренс | 0:0      | 4:2      |

## Фінал
| 30 листопада 1980 |

| Канон | 2:2 | Біліма |
| ----- | --- | ------ |
|       |     |        |

| «Мілітер Гаруа», Яунде Глядачів: 20 000 |

| 14 грудня 1980 |

| Біліма | 0:3 | Канон |
| ------ | --- | ----- |
|        |     |       |

| «20 травня», Кіншаса Глядачів: 55 000 |

| Чемпіон Кубка африканських чемпіонів 1980 [[Файл:Flag of Cameroon.svg\|border\|border\|100px\|Камерун]] Канон (3-й титул) |